# Sun Kil Moon
Sun Kil Moon és un grup americà de folk rock originàri de San Francisco, Califòrnia, creat l'any 2002. Inicialment la continuació de la desapareguda banda d'indie rock Red House Painters, Sun Kil Moon és en l'actualitat el pseudònim discogràfic del cantant i guitarrista Mark Kozelek. El nom del grup és un homenatge al boxejador coreà Sung-Kil Moon.
Tot just després del llançament del darrer àlbum d'estudi dels Red House Painters, Old Ramon (2001), Mark Kozelek va començar a enregistrar nou material sota el nom Sun Kil Moon amb els seus antics companys Anthony Koutsos (bateria) i Jerry Vessel (baix) i els músics d'estudi Geoff Stanfield i Tim Mooney. L'àlbum resultant, Ghosts of the Great Highway, va publicar-se l'any 2003 amb gran èxit de crítica. El segon disc de llarga durada del grup, Tiny Cities (2005), estava compost en la seva totalitat per versions de cançons del grup de rock Modest Mouse.
L'any 2008, el grup va publicar el seu tercer àlbum d'estudi, April. Enregistrat pel trio Kozelek, Koutsos i Stanfield, el disc va comptar amb la col·laboració de Will Oldham i Ben Gibbard, cantant de Death Cab For Cutie.
Inspirat per música de guitarra clàssica, Kozelek va enregistrar en solitari el quart disc de Sun Kil Moon, Admiral Fell Promises (2010), i va continuar treballant majoritàriament sol en la seva continuació, Among the Leaves (2012). L'any 2013, Kozelek va publicar tres discs sota el seu nom tot just abans del sisè treball de Sun Kil Moon, Benji, aparegut en febrer de 2014 i el qual va rebre el suport unànime de la crítica i una més gran difusió. El darrer àlbum d'estudi del grup, Common As Light and Love Are Red Valleys of Blood, va sortir publicat el febrer de 2017.

## Història
Just després de la dissolució del grup Red House Painters i coincidint amb la publicació del seu darrer treball, Old Ramon, Kozelek va publicar uns quants discs com a solista abans de fundar Sun Kil Moon en 2002. L'àlbum de debut del grup, Ghosts of the Great Highway, va ser publicat en Novembre de 2003 per Jetset Records. El treball conté diverses cançons inspirades en les històries reals de boxejadors morts en la seva joventut, com el campió mexicà del pes pluma Salvador Sánchez, el campió filipí del pes mosca Pancho Villa i el boxejador coreà Duk Koo Kim, tots tres desapareguts amb 23 anys. L'àlbum va ser ben rebut pels crítics, obtenint una valoració de 84/100 a Metacritic.com.
El següent treball del grup, Tiny Cities, va ser publicat en Novembre del 2005 per pròpia discogràfica de Kozelek Caldo Verde Records. El disc està compost per onze versions de cançons del grup de rock alternatiu Modest Mouse. Ghosts of the Great Highway va tornar a ser publicat en febrer del 2007 per Caldo Verde, aquesta vegada com a doble CD. El disc addicional conté sis cançons extra, incloent una versió de la cançó de Leonard Bernstein "Somewhere".
El tercer àlbum d'estudi de Sun Kil Moon April va veure la llum en abril de 2008 i va comptar amb la participació en les veus de Will Oldham i Ben Gibbard. L'àlbum es va publicar com un CD doble, incorporant un disc extra amb versions alternatives d'algunes de les cançons del disc. Va rebre l'aclamació general de la crítica, incloent una nota de 4.5/5-estrelles per part de Allmusic. i de 4 estrelles de Billboard, Mojo, The Boston Globe i Drowned in Sound.
Admiral Fell Promises va ser publicat en juliol de 2010, i malgrat ser atribuït a Sun Kil Moon, només Kozelek va contribuir a l'enregistrament tocant la guitarra clàssica i posant les veus.
Among The Leaves, el cinquè treball d'estudi de Sun Kil Moon va publicar-se en maig de 2012. Tim Mooney, bateria del grup, va morir en juny de 2012.
El sisè àlbum del grup, Benji, va ser publicat en febrer de 2014. El disc va ser àmpliament aclamat per la crítica i inclòs en les llistes dels millors treballs de 2014 per Fact, Stereogum, Pitchfork, Rough Trade, Drowned in Sound, Tiny Mix Tapes, i NME.
El setè treball original de Sun Kil Moon, Universal Themes, va ser publicat en juny de 2015. L'àlbum compta amb la participació del bateria Steve Shelley, el qual havia participat prèviament a “Benji”.
L'àlbum més recent del grup, ''Common as Light and Love Are Red Valleys of Blood'', va ser publicat en febrer de 2017.